# And Becoming
「and Becoming」（アンド・ビカミング）は、鈴村健一の4枚目のシングル。2010年1月27日にLantisから発売された。

## 概要
タイトルは、1stオリジナルアルバム『Becoming』の延長線上にある事から命名された。表題曲「and Becoming」は前へと歩む意志を描きあげた楽曲で、付属のDVDには「and Becoming」のPVが収録されている。

## 収録曲
（全作詞：鈴村健一）
1. and Becoming [5:32] 
作曲・編曲：松下典由
2. いぬ331 [3:47] 
作曲：澤野弘之、編曲：菊谷知樹
3. and Becoming（off vocal）
4. いぬ331（off vocal）